# Juan Revi
Juan Revi Auriqto (sinh ngày 4 tháng 6 năm 1986) là một cầu thủ bóng đá người Indonesia gốc Trung Quốc. Hiện tại anh thi đấu cho Arema FC ở Liga 1 ở vị trí tiền vệ.